# 人體冷凍技術
人體冷凍技術，或稱人體冷藏學或人體冰凍法，是一種試驗中的醫學技術，將人體作深低溫保存（一般在-196°C以下），以期在未來利用先進的醫療科技解凍復活及獲得治療。1967年，美國心理學教授詹姆斯·貝德福德的遺體成為首位接受人體冷凍技術的例子。
除了復活及醫療用途外，人體冷凍技術也被認為是實現太空星際旅行的關鍵技術。由於抵達太陽系外行星可能需要花費數百年以上的時間，太空人可以在旅途中以冷凍方式人工冬眠，並完成旅程。
人體冷凍技術被美國的《生活科學》雜誌（Live Science）列為十大人腦未解之謎之一，及十大超越人类极限的未来科学技术。但現時人體冷凍技術不被主流科學界認可及接受。
目前，最大型的人體冷藏公司為美國的阿爾科生命延續基金（Alcor Life Extension Foundation）和人體冷凍機構（Cryonics Institute）。位於俄羅斯的KrioRus，是首家在美國以外成立的人體冷凍服務的公司。位於中國山東省的山東銀豐生命科學研究院，則是在中國境內首間成立的人體冷凍服務的公司。
本技術也用於寵物，為部分人體冷凍公司提供的附加服務。
科学界对人体冷冻技术持怀疑态度，因为尽管有冷冻保护剂，低温仍会对细胞造成损害。 在2018年，开发了一种名为玻璃化固定的技術，但它缺乏保存突触兴奋阈值，和不能避免破坏突触。因此，目前這個領域要發展，当务之急，是开展有關保持突触的兴奋性阈值，并在玻璃化固定过程中不破坏突触的研究。

## 技術前設
人體冷凍技術主要前設是，人類所有記憶、性格、身份、意識都是以細胞結構及化學形式（主要在腦部）儲存。人體冷凍技術希望透過冷凍科技，防止腦部損害，以達至暫停生命的效果，及希望未來可以透過科技把冷凍者復生及醫治。

## 哲學道德倫理考慮的問題

### 宗教考慮的問題
不少宗教人士認為，人體冷凍技術與宗教發生衝突，主要原因是因為人的靈魂已離去，該技術不可能冷凍人的靈魂。但人體冷凍公司則認為，人體冷凍者就如人長期睡覺或昏迷一樣，其靈魂不會離開肉體，而人體冷凍技術亦跟其他醫療技術（如心臟移植手術）一樣，只是設法把冷藏者醫治和延續他們的生命。人體冷凍公司更認為冷藏者只是好像患了病的病人一樣。因此，人體冷凍公司認為人體冷凍技術與宗教並沒有任何衝突。不過，有些宗教人士認為，欲保存遺體可能屬於留戀肉身的一種，留戀肉身對來世可能有不良影響，而火化是解決依戀肉身問題的最佳方法之一。有些宗教則認為超人類主義（如人體冷凍）是欺騙死亡（Cheating Death），人體冷凍也違反了基督教有關「除了上帝以外，別無拯救」的教義。有佛教人士認為，人體冷凍是誘引一個人的神識悲劇性地增加對肉體的執著，因此會更加痛苦，並且阻礙轉世，有些更形容是人體冷凍如直接進入寒冰地獄，甚至沒有經過中陰境界。佛教也認為，如果人死了還留戀身體，捨不得離開，可能變成為俗稱的「守屍鬼」。

### 冷凍儲存資源及公平問題
人體冷凍技術需要耗用不少的資源，雖然對較富人來說並不昂貴，但對一般人來說負擔是非常大的。人體冷凍技術無疑導致富人在死後，仍然佔有社會一定的财富與資源, 富人死後繼續耗費人類的技術資源和自然資源是否合乎道德或正義，是一個重要的道德議題。

### 安樂死問題
人體冷凍技術可能會增加安樂死的道德問題，人們可能會希望選擇臨終冷凍，而不是死後才冷凍，以增加復生機會。這可能涉及安樂死的立法、法律與道德難題，並有機會加速安樂死的立法。

## 缺乏醫療團隊介入
由於人體冷凍技術，在醫學上面臨嚴重的道德問題與道德爭議，加上缺乏證據證實技術的可行性，目前幾乎沒有醫療機構參與介入或從事人體冷凍技術服務。目前，大部分人體冷凍保存機構的大多數營運的成員沒有受過正規的醫學或生命科學等相關的高等教育，更鮮有正式醫生。

## 費用
費用方面，不同公司的收費均不同。人體冷凍最低的基本收費由23,000美元（俄羅斯KrioRus公司（КриоРус）的腦神經冷藏）、28,000美元（人體冷凍機構的全身冷藏），至155,000美元（美國人體冷凍學會的全身冷凍），至200,000美元（阿爾科生命延續基金的全身冷藏）均有，收費視乎不同的公司、服務、國家或地區而定。
此外，人體冷藏者也可以考慮使用以人壽保險的形式付款，或分期付款繳交。
不過，一般而言，人體冷凍機構不會保證所收取的收費可長期為人體冷凍技術服務提供經濟支持。人體冷凍服務商會為冷凍者成立一個類似基金來營運，如果冷凍者提供的資金用盡，可能會再須收取額外費用，或需停止人體冷凍的保存服務。另外，人體冷凍服務商也可調整收費，包括調整已經接受冷凍者的收費。因此，人體冷凍機構的收費，一般指接受冷凍的最低營運基金的收費（minimum funding）。人體冷凍機構一般的收費，大約相等於50年至100年的營運費用，這是基於2%的投資回報率（在扣除通脹及物價上升後）的假設。然而，這會受到其他因素，如投資失利或物價升幅過高等影響，一旦營運基金用盡，又沒有新的足夠資金補充，就會停止冷凍服務。

## 技術可行性
現時並沒有任何人成功在冷藏後復生。人體冷凍者是基於以下的信念，相信該技術的可行性，包括：
- 假如人體或動物的結構能夠完好地保存，那麼生命可以被停止，也可以被重新啟動。
- 玻璃化冷凍方法能有效保存人體或生命。
- 相信未來的分子修復技術可以有效地修復受損（甚至已死去）的生理結構。[34]

此外，有些人相信以下例子能推斷該技術的可行性，包括：
- 現時的冷凍技術已經可以長期保存精液、卵子、胚胎、卵巢組織，且能在解凍後受孕[35][36]。
- 有實驗成功將長年冷凍下的線蟲、蛭形輪蟲等小型生物解凍後復活。[37][38][39][40][41][42]
- 曾有女嬰在加拿大凍死數小時後解凍生還。[43][44]
- 有實驗成功冷凍一猴子數小時後復原。[45]
- 玻璃水[註 1]的冷凍方法解決了身體冷凍後易受損的問題。[46][47]
- 在-196°C的低溫下，其反應速率僅為37°C體溫的9×10-27。[48]
- 在37°C的常溫下的1秒鐘化學反應，相等於在-196°C的低溫下的2,400萬年。 [49]
- 有研究指體溫較低更易使人長壽。[50][51]
- 有實驗成功用低溫使狗隻、豬隻和老鼠冷卻後（冷卻後只有極微弱心跳）數小時後復原。[52][53][54][55]
- 有實驗成功把冷凍了16年的老鼠基因，複製出新的老鼠，並可健康地成長。[56]
- 部分人體器官可在低溫下長期保存。[57]
- 科技樂觀者認為，待納米技術在將來發展成熟後，可以修復冷凍過程帶來的細胞損傷，還可以修復因衰老或疾病引起的損傷。[58]

## 批評及爭議
- 在原理上人體冷凍不是現實動物的冬眠或在科幻的人工冬眠，這兩者仍然保持著生命的表徵如呼吸和心跳等，人體冷凍則否。
- 就目前技術而言，能低温保存的只有血液、细胞和人体器官。但目前要保存單個人体器官仍然非常困难。而主流科学界还是在研究细胞和组织器官的保存。[59]
- 現時還沒有冷凍成功的例子。[60]
- 現時沒有實驗能證明，在冷凍一段長時間後，細胞仍可以保存完好。[61]
- 人體冷凍技術目前被部分醫學專家認為不具任何醫學價值。[62]
- 一些學者更稱人體冷凍技術為「製作現代木乃伊（Modern mummies）的技術」。[63][64][65]
- 有些組織批評，有些人體冷凍組織在其關於會員統計的報告中，可能有造假或不誠實之嫌。[66][67]
- 尽管有冷冻保护剂，但由于冷冻对细胞造成的损害，科学界对冷冻技术持怀疑态度。儘管已开发了一种新的过程，即玻璃化，但缺乏对突触兴奋性阈值的保留。因此在未來的研究方面，迫切需要将研究引向保存玻璃化过程中突触的兴奋性阈值。[13]
- 一些意見認為，人體冷凍技術只提供了情緒價值，也就是復活希望，只能情緒上安慰人，不能真正復活。因為現有技術只能把簡體的生命(如秀麗隱桿線蟲)用深低溫保存後解凍仍活著，稍微複雜的，如果蠅，也無法進行深低溫保存後解凍仍活著。 [68][來源可靠？]

## 研究進展
- 在2024年5月，复旦大学團隊成功復活冷凍長達18個月的人腦類器官及組織，沒有破壞神經細胞結構或功能。[69][70][71]

## 科學界看法

### 主流科學界的看法
現時人體冷凍技術不被主流科學界認可及接受。國際低溫生物學學會認為，人體冷凍技術不是科學，也不屬低溫生物學的範疇。美國低溫物理學學會 (英語：Cryogenic Society of America) 認為，人體冷凍也不屬低溫物理學範疇，並認為人體冷凍技術的理論是站不住腳的。
俄羅斯科學院打擊偽科學委員會主席Yevgeny Alexandrov認為，人體冷凍技術並沒有科學依據，人體冷凍技術服務完全係基於毫無實據的推測上。
著名低溫生物學家肯尼思·B·斯托里認為，人體冷凍技術是永不可能成功的，因為技術違反了物理學、化學、及分子化學的定律。
學者William T. Jarvis認為，人體冷凍可以適合作為學術研究的題目，但不適合向公眾推廣，因為沒有證據證明其可行性。
低溫生物學家Dayong Gao認為， 『人類總是希望未來可以改變，變得更好，但現時沒有任何科學證據基礎，支持人體冷凍技術是可行的』。
神經生物學家Michael Hendricks認為，運用人體冷凍技術期盼未來可以復生已死亡的生物組織，基本上只是幻想。
人類學家Simon Dein在施普林格·自然中發表論文，認為人體冷凍是宗教，而非科學，因為人體冷凍支持者是對沒有實現的技術中存在的信仰。 但也認為人體冷凍是典型的偽科學，因缺乏可證偽性。

### 部分科學家聯署支持人體冷凍技術
目前有超過68名來自不同領域的科學家，包括麻省理工學院及哈佛大學的教授，支持人體冷凍技術的研究及發展，以及要求社會及政府尊重人們選擇人體冷凍技術的權利。

## 家屬及伴侶問題
- 人體冷凍參與者Aschwin de Wolf，以及部分匿名的人體冷凍參與者指出，人體冷凍者往往會跟自己不支持人體冷凍的家屬或伴侶發生強烈的衝突，甚至敵意。倫理及新興技術研究所（英语：Institute for Ethics and Emerging Technologies）主席James Hughes就是其中一個例子，雖然他是一家支持生命延續的機構的主席，但也選擇了不參加人體冷凍技術，原因是『尊重及重視自己與妻子的關係』。[84]

## 法律議題及法律保障
在法律上，人體冷凍的对象被視為已死亡的人。而人體冷凍公司則視為一間提供殯葬的機構及一間醫學研究的機構。人體冷凍亦可被視為一種殯葬的方式，或視為將遺體或器官捐贈給醫學機構作醫療科學研究用途。人體冷凍公司必須在病人被宣告法律死亡後才能進行人體冷凍。人體冷凍公司對冷凍者遺體的完整性不會作出任何法律保證。

### 人體冷凍保存服務的可持續性
大部分的冷凍公司的協議中均聲明，不會為人體冷凍者提供可永久或長期保存的法律保證。人體冷凍提供者也不能保證人體冷凍服務的長期合法性。如提供人體冷凍服務機構的資金用盡或宣佈倒閉，人體冷凍機構可在此情況下停止人體冷凍服務。如未來法律禁止人體冷凍繼續進行，有關人體冷凍服務的機構也須停止人體冷凍保存服務。
如人體冷凍者所提供的資金及費用未能足以維持將來的人體冷凍服務，以及該冷凍者及其親友或支持者提供不到足夠的資金繼續維持，人體冷凍機構也會在此情況下停止人體冷凍服務。
如果人體冷凍保存服務機構所在的地方，當地政府通過法律或政策，限制人體冷凍服務進行，人體冷凍服務機構也需終止人體冷凍服務。
一般而言，如果人體冷凍服務企業倒閉，人體冷凍企業會盡量找尋市場上有沒有其他機構或志願團體，可承繼該冷凍服務企業的服務。如果無法找到合適的承繼者，則會終止人體冷凍的服務。
當人體冷凍機構停止人體冷凍服務後，在可行及經濟許可的情況行，可能改以其他冷凍方式保存，例如由全身冷凍改為只冷凍腦部或神經系統，或改以較高溫的方式繼續進行冷凍保存。也可能會停止冷凍，但改為以化學保存的方式繼續保留，或以其他遺體保存技術繼續保存遺體。
如果經濟情況或法律政策或因技術問題不允許繼續保存，人體冷凍公司會在服務停止後，為冷凍者以土葬的方式埋葬，或直接為冷凍者進行火化，或以其他的殯葬形成來處理遺體，視冷凍服務計劃、冷凍者意向、冷凍者的經濟和財務情況及當時的法規而定。 

### 反人體冷凍法律
雖然現時美國沒有憲法及聯邦法律禁止人體冷凍技術。但是在歷史上，美國曾經有一些州，禁止進行人體冷凍技術，但後來受到人體冷凍技術支持者質疑，該法律違反憲法及人權，才沒有禁止。
目前，部分學者也倡議，設立法律以禁止人體冷凍的推廣，並認為推廣人體冷凍技術是不道德的。

## 企業可持續性問題
在經濟及企業可持續性上，提供人體冷凍服務的企業可達至可持續性的機會並不高。在考慮企業的一般生命週期，要提供人體冷凍服務的企業或非營利機構能夠有足夠時間等候科技發展，讓冷凍者復生的機會可謂非常低。在歷史上，即使是大型企業，能夠持續運作一百年以上的，只有不到百分之十左右。事實上，很多人體冷凍企業也因經營失敗而倒閉。在1973年前成立的人體冷凍服務機構，到目前（2021年）只有一間可以繼續營運。大部份保存在已倒閉的人體冷凍服務機構的遺體，最後都被解凍後埋葬或火化。

## 遺體被盜取事件
俄羅斯首間人體冷凍技術公司KrioRus，在2021年，曾發生一次『搶屍大戰』。在KrioRus創辦人夫婦離婚後，由於女方不滿男方接管公司及無理解顧她，她在成立了一間新的人體冷凍公司後，安排部分員工企圖把原來冷凍寄存在KrioRus的遺體偷運至新公司，被保安發現後報警，並因此在運送期間，洩漏出大量的液態氮，令遺體遭受一定程度的損壞。

## 自然冷凍法
自然冷凍法（Natural Cryonics）是一種經濟型人體冷凍的構思，把人體冷凍在地球極地氣候地區（多年溫度均在攝氏零度以下的地方）的永久凍土層下保存，期望未來有人使用醫療技術使病人復生。因此，這類在「大自然的冰箱」下長久保存的方法，有時候又稱為冰葬或雪葬。

## 帕斯卡的賭注
帕斯卡的賭注是一個論證，認為理性的個人應該相信上帝存在。因為若相信上帝，而上帝事實上不存在，人蒙受的損失不大；而若不相信上帝，但上帝存在，人就要遭受無限大的痛苦，如永遠下地獄。
在人體冷凍技術中，提供人體冷凍服務的機構及支持者不時會引用帕斯卡的賭注的論證作為支持進行人體冷凍技術的論證，認為理性而資金充裕的人應該選擇人體冷凍技術。因為若選擇了人體冷凍服務，而人體冷凍服務最終失敗，人所蒙受的損失不大；而若不選擇人體冷凍服務，但人體冷凍最終成功，人就要遭受無限大的痛苦，即永遠消失在世界上。
不過，人體冷凍技術中的帕斯卡的賭注，並沒有考慮人類靈魂有來世的可能（或假設了即使有來世，使用人體冷凍技術，也不會令來世的利益受到損害，靈魂不會因人體冷凍而蒙受損失）。

## 現時各器官冷凍保存時限
目前人體冷凍技術尚沒有成功案例，即使是冷凍器官，在目前技術下，大部分器官也不能進行深低溫保存，也就是無法長期保存。要評估人體冷凍可否在未來成功，也許可參考現時的冷凍技術的保存年限：
| 器官     | 可保存溫度                 | 可保存年期                                |
| -------- | -------------------------- | ----------------------------------------- |
| 精子     | 攝氏零下196度              | 超過一百年 (理論上)，實際最長成功案例30年 |
| 卵子     | 攝氏零下196度              | 超過一百年 (理論上)，實際最長成功案例30年 |
| 受精卵   | 攝氏零下196度              | 超過一百年 (理論上)，實際最長成功案例30年 |
| 胚胎     | 攝氏零下196度              | 超過一百年 (理論上)，實際最長成功案例30年 |
| 卵巢組織 | 攝氏零下196度              | 超過一百年 (理論上)                       |
| 冷凍血漿 | 攝氏零下18度以下           | 5年                                       |
| 骨髓     | 攝氏零下50度               | 1年                                       |
| 血液     | 攝氏1度                    | 35日                                      |
| 肝臟     | 攝氏4度                    | 27小時                                    |
| 肝臟     | 攝氏0度以下 (超級冷卻技術) | 4天                                       |
| 腎臟     | 攝氏4度                    | 36小時                                    |
| 肺部     | 攝氏4度                    | 8小時                                     |

## 選擇人體冷凍技術的名人
已經接受人體冷凍保存的著名人物，當中包括（但不限於）：著名棒球運動員Ted Williams及其子John Henry Williams (分別於2002年及2004年)、工程師及博士Leslie Stephen Coles(2014年)、著名經濟學家及企業家Phil Salin、著名軟件工程師哈爾·芬尼 (2014年)。
已計劃接受人體冷凍保存的名人，當中包括（但不限於）：PayPal創辦人Luke Nosek和Peter Thiel、牛津大學超人類主義哲學家尼克·博斯特罗姆、Anders Sandberg和David Pearce。
美國著名電視節目主持人拉里·金曾計劃接受人體冷凍保存，但後來改變主意。
美國著名投資者杰弗里·爱泼斯坦希望死後可以冷凍保存他的頭部及陽具，以便可以繼續使用他的基因進行繁殖。
有些名人被誤以為他們死後已進行了人體冷凍保存。著名例子包括華特·迪士尼，雖然在都市傳說中常常提到華特迪士尼遺體被冷凍保存，但這並非事實，事實上華特迪士尼的遺體已被火化，骨灰存於加利福尼亞州格倫代爾的一個紀念公園中。美國著名科幻小說作家羅伯特·海萊恩，在他的著作The Door into Summer中，積極地寫下了這個人體冷凍的概念，但最後他已被火化，骨灰撒下至太平洋中。美國著名心理學家蒂莫西·利里，曾一度是人體冷凍技術的提倡者及支持者，並與人體冷凍服務供應商簽下合同，但最後他改變了他的想法，死後並沒有進行人體冷凍保存。

## 寵物冷凍
一些人體冷凍技術服務組織，除提供人體冷凍服務外，也會提供寵物冷凍。

## 基因冷凍
一些人體冷凍技術服務組織，除提供人體冷凍服務外，也會提供廉價的人體基因冷凍服務。除冷凍人體基因外，部分還提供寵物基因冷凍服務。

### 相關科技
- 精液冷凍貯藏
- 卵子冷凍貯藏
- 胚胎冷凍貯藏
- 卵巢組織冷凍貯藏
- 植物冷凍貯藏
- 醛穩定冷凍保存
- 暫停生命

### 相關故事作品
- 怪醫黑傑克《前往未來的禮物》
- 三体系列
- 獵殺星期一
- 逆緣
- 飛出個未來
- 請融化我吧
- 世界奇妙物語《冷冻睡眠》
- 2001太空漫遊 (小說)
- 星際過客

## 外部連結
- 人體冷凍技術常見問題（英文）
- 美國阿爾科生命延續基金（页面存档备份，存于）
- 美國人體冷凍機構（页面存档备份，存于）
- 俄羅斯 Kriorus 機構 （页面存档备份，存于）
- 20年实现人体冷冻复活（页面存档备份，存于）
- 人體冷凍：通向未來之路 （页面存档备份，存于）
- 中国狂人欲启冷冻复活计划 （页面存档备份，存于）
- 十大争议科学话题 （页面存档备份，存于）
- 郑奎飞：“我要让死人复活” （页面存档备份，存于）